# Uživatelská recenze

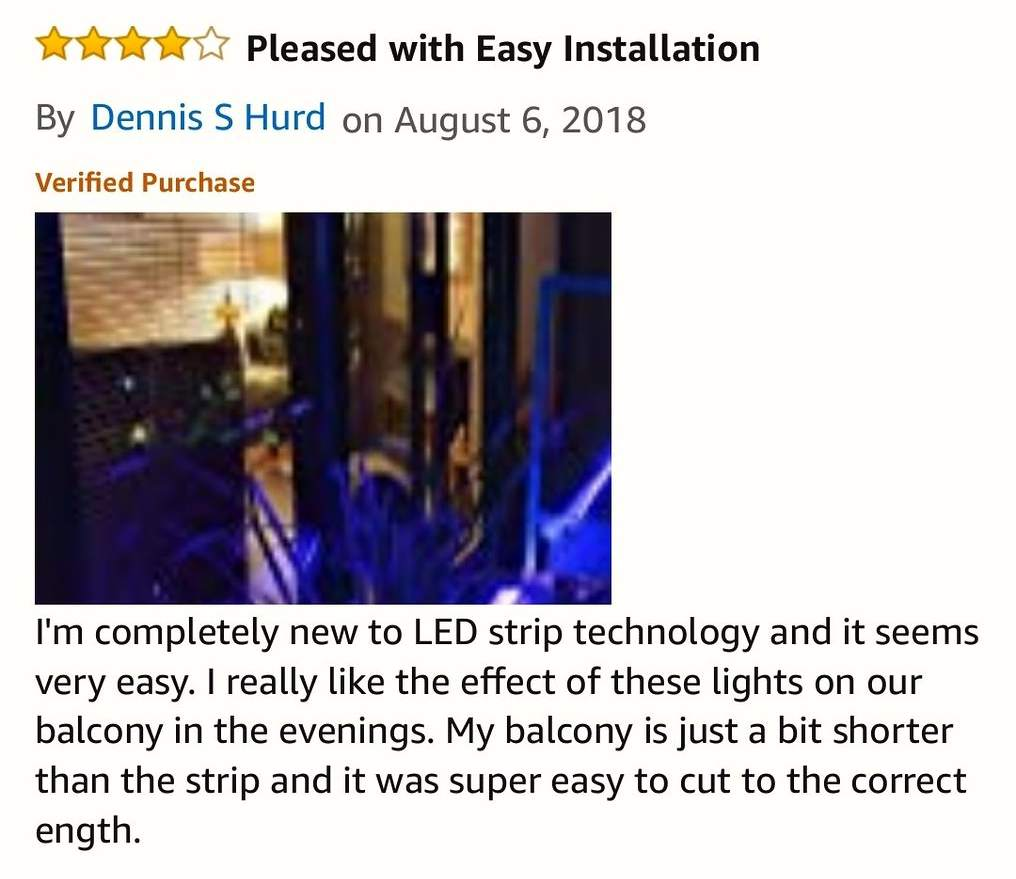
Uživatelská recenze z online obchodnictví Amazon na LED pásku

Uživatelská recenze je nový typ obsahu, který nabídl internet. Je velmi specifický zejména tím, že jde o zcela laický pohled na problematiku – obvykle názor na produkty, nebo služby. Lidé, kteří mají nějakou zkušenost s produktem, nebo službou napíší své subjektivní hodnocení. Uživatelské recenze se tedy velmi liší od tradičních recenzí, kdy zboží hodnotí odborník a vnáší do toho své zkušenosti. 
Paradoxem je, že zejména v poslední době jsou uživatelské recenze populárnější a na internetu více hledané, než tradiční, odborné recenze. Zákazníky častěji zajímá laický pohled a názor ostatních uživatelů, do kterých se mohou vcítit, než odborné recenze, které mohou být buď příliš technické, nebo někdy i obchodně účelově zabarvené. 
Aby byly uživatelské recenze důvěryhodné a měly pro zákazníka seriózní vypovídající hodnotu, je nutné jich přečíst větší množství. Teprve na základě většího množství hodnocení si může zákazník udělat vlastní názor a dostane se k objektivním informacím. Kvantitativní přístup eliminuje nepravdivé, nebo přehnané recenze. 
Uživatelských recenzí může být mnoho variant. Nejjednodušší je prosté hodnocení produktu např. na škále 0-100. Pokud je těchto hodnocení dostatečné množství, dává dalším zákazníkům dobrou informaci o spokojenosti ostatních majitelů daného produktu. Podrobnější recenze mohou obsahovat více dotazů a kritérií hodnocení. Např. u notebooků se může jednat např. o spokojenost s výkonem, výdrží baterie, designem, apod. Dále mohou být recenze doplněny i o slovní komentář. To se velmi osvědčilo např. u recenzí na ubytování.